# Leopoldo I, Marquês da Áustria
Leopoldo I, marquês da Áustria "o Ilustre" (932 - Würzburg, 10 de julho de 994) foi o primeiro Marquês de Áustria da Casa de Babemberga.

## Biografia
Leopoldo encontra-se documentado nos territórios do Danúbio Bávaro tendo a sua primeira aparição na documentação oficial ocorrido nos documentos que datam do início do 960, indicando-o como sendo um fiel seguidor das políticas do imperador Otão I, Sacro Imperador Romano-Germânico. 
Após a rebelião de 976 de Henrique II da Baviera contra o imperador Otão II, Sacro Imperador Romano-Germânico, Leopoldo foi nomeado como "Marquês do Oriente" (o núcleo do atual território da Áustria), por iniciativa de seu antecessor na marca, Burcardo da Áustria. Sua residência foi provavelmente Poechlarn ou Melque (onde os seus sucessores residiram). O território do Marquês, que originalmente teria coincidido com a atual Wachau, foi expandido para o Oriente pelo menos até Wienerwald.
Leopoldo é a primeira figura historicamente bem documentada da Áustria. Em 1976, aquando do milênio do seu aniversário como Marquês da Áustria, foi feito uma celebração, acontecimento que se repetiu com os mesmos festejos vinte anos depois, como o aniversário do famoso documento Ostarrichi, a primeira menção do antigo nome germânico da Áustria.
Ele é assim, mencionado nas Crónicas de Babemberga, documento escrito por um seu descendente, Otão da Frisinga (que no entanto só começou a ser escrito com o neto de Leopoldo, Adalberto), que é conhecido como o criador da dinastia.

## Relações familiares
Foi filho de Arnulfo I da Baviera (898 - 14 de julho de 937) e de Judite de Frioul. Casou com Richardis de Sualafeldgau, filha de Ernesto IV de Sualafeldgau, de quem teve:
1. Henrique I da Áustria (965 - 23 de junho de 1018), marquês da Áustria (desde 994)[4]
2. Ernesto I da Suábia (? - 31 de maio de 1015), duque da Suábia (desde 1012), foi casado com Gisela da Suábia (11 de novembro de 999 - 14 de fevereiro de 1042), filha de Hermano II da Suábia[5] e de Gerberga da Borgonha.
3. Adalberto I da Áustria (c. 985 ou 986 - Melque, 26 de maio de 1055), conhecido como Adalberto, "o Vitorioso" (alemão: Albrecht der Siegreiche ), foi o marquês da Áustria a partir de 1018 até sua morte em 1055. Casou por duas vezes, a 1.ª com Glismodo da Saxônia Ocidental e a 2.ª com Frozza Orseolo (1015 - 17 de fevereiro de 1071), que mais tarde tomou o nome de Adelaide, e era irmã de Pietro Orseolo II, que foi o 26º Doge de Veneza. governou a República de Veneza de 991 a 1009.
4. Popão de Tréveris (986 - 16 de junho de 1047), o arcebispo de Tréveris (a partir de 1016).[6]
5. Luipoldo (falecido em 1059), arcebispo de Mogúncia (1051)
6. Cunegunda
7. Cristina, uma freira em Trier
8. Hema, casado com o conde Rapoto de Diessen
9. Judite da Áustria